# Liste der Kulturdenkmäler in Eschfeld
In der Liste der Kulturdenkmäler in Eschfeld sind alle Kulturdenkmäler der rheinland-pfälzischen Ortsgemeinde Eschfeld aufgeführt. Grundlage ist die Denkmalliste des Landes Rheinland-Pfalz (Stand: 27. Juni 2022).

## Einzeldenkmäler
| Bezeichnung                       | Lage                                      | Baujahr                           | Beschreibung | Bild                           |
| --------------------------------- | ----------------------------------------- | --------------------------------- | --- | ------------------------------ |
| Türgewände                        | Dorfstraße, an Nr. 9 Lage                 | 1737                              | Türgewände (bezeichnet 1737) des stark modernisierten ehemaligen Streckhofes, Reste der barocken Bogenküche | BW                             |
| Wohnhaus                          | Kirchweg 5 Lage                           | erste Hälfte des 18. Jahrhunderts | dreiachsiges Wohnhaus, im Kern aus der ersten Hälfte des 18. Jahrhunderts, um 1900 überformt | BW                             |
| Katholische Pfarrkirche St. Lucia | Kirchweg 8 Lage                           | 1869                              | neugotischer Saalbau mit kurzen Querarmen, 1869, Architekten Streit und Mendgen, Trier; mit Ausstattung, Ausmalungen von Malerpastor März aus Eschfeld 1906–21; am Außenbau Pfarrergrabstein, wohl aus der zweiten Hälfte des 18. Jahrhunderts | weitere Bilder Fotos hochladen |
| Taufstein und Grabkreuze          | Kirchweg, bei Nr. 8 auf dem Kirchhof Lage |                                   | angeblich frühromanischer Taufstein; etwa 15 Schiefer-Grabkreuze, 19. Jahrhundert | weitere Bilder Fotos hochladen |